# Oberonia wallie-silvae
Oberonia wallie-silvae är en orkidéart som beskrevs av Jayaw. Oberonia wallie-silvae ingår i släktet Oberonia och familjen orkidéer. Inga underarter finns listade i Catalogue of Life.